# DASA – Arbeitswelt Ausstellung

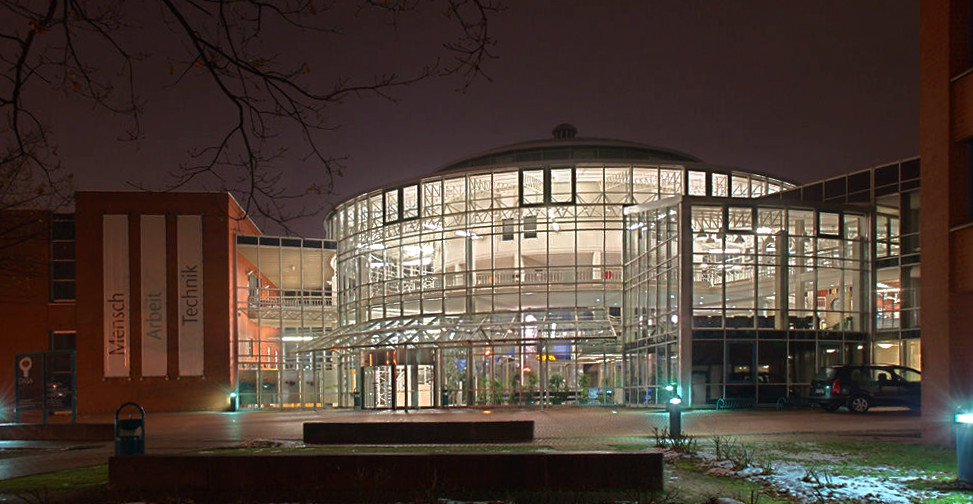
Die Dasa in Dortmund (2011).

Die DASA – Arbeitswelt Ausstellung ist ein 1993 als Deutsche Arbeitsschutzausstellung eröffnetes Museum in Dortmund und versteht sich als kreativer Lernort für Sicherheit und Gesundheit bei der Arbeit mit Freizeitwert.
Als Vorläufer der DASA gab es im Deutschen Reich bis 1945 ein Deutsches Arbeitsschutzmuseum, das 1903 in Berlin als Ständige Ausstellung für Arbeiterwohlfahrt eröffnet wurde. Die DASA ist in die Bundesanstalt für Arbeitsschutz und Arbeitsmedizin eingebunden. Diese Bundesanstalt wurde am 10. September 1980 vom Bundesminister für Arbeit und Sozialordnung, Herbert Ehrenberg, durch Erlass damit betraut, eine ständige Ausstellung für Arbeitsschutz einzurichten. Diese Ausstellung sollte „über die Arbeitswelt, ihren Stellenwert in der Gesellschaft und ihre menschengerechte Gestaltung sowie über die Sicherheit in Heim, Freizeit und Schule informieren“, nachdem die nordrhein-westfälische Landesregierung 1979 die Einrichtung einer solchen Institution in das Aktionsprogramm Ruhr aufgenommen hatte. Ab 1988 entwickelte ein kleines Planungsteam unter Gerhard Kilger das Konzept der Ausstellung, die 1993 mit den Ausstellungseinheiten „Im Takt der Maschine“, „Im Wettlauf der neuesten Nachrichten“ sowie „Am Bildschirm“ eine Teileröffnung feierte.
1996 erhielt die DASA den Luigi-Micheletti-Preis als bestes neues Technik- und Industriemuseum Europas, den zweiten Preis beim European Museum of the Year Award für außergewöhnliche Gestaltung und den Sonderpreis der photokina für innovative und multimediale Kommunikation. Das heutige Ausstellungsgebäude wurde im Jahr 2000 als dezentraler Standort der Weltausstellung Expo 2000 mit 13.000 m² Ausstellungsfläche fertiggestellt. Weiterhin ist es ein ausgewählter Ort der Initiative Land der Ideen. Die DASA hat jährlich etwa 200.000 Besucher.
Die Räumlichkeiten werden auch als Veranstaltungsort genutzt und es werden dafür Seminarräume angeboten. Im Gebäude befindet sich eine für Besucher zugängliche Cafeteria. Die Exponate der Ausstellung dürfen ausdrücklich nur für den eigenen Gebrauch fotografiert werden.
Leiter der DASA ist der Historiker und Philosoph Gregor Isenbort.

## Dauerausstellung

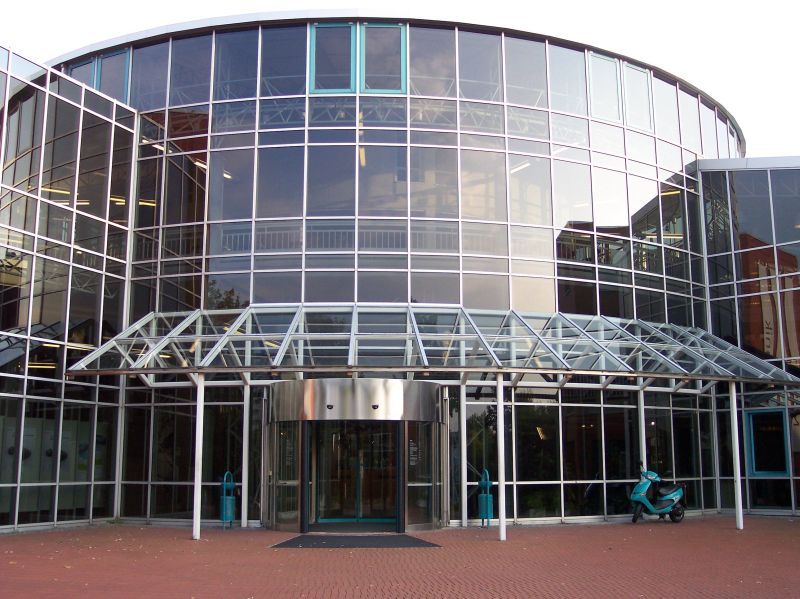
Eingangsbereich der Dasa.

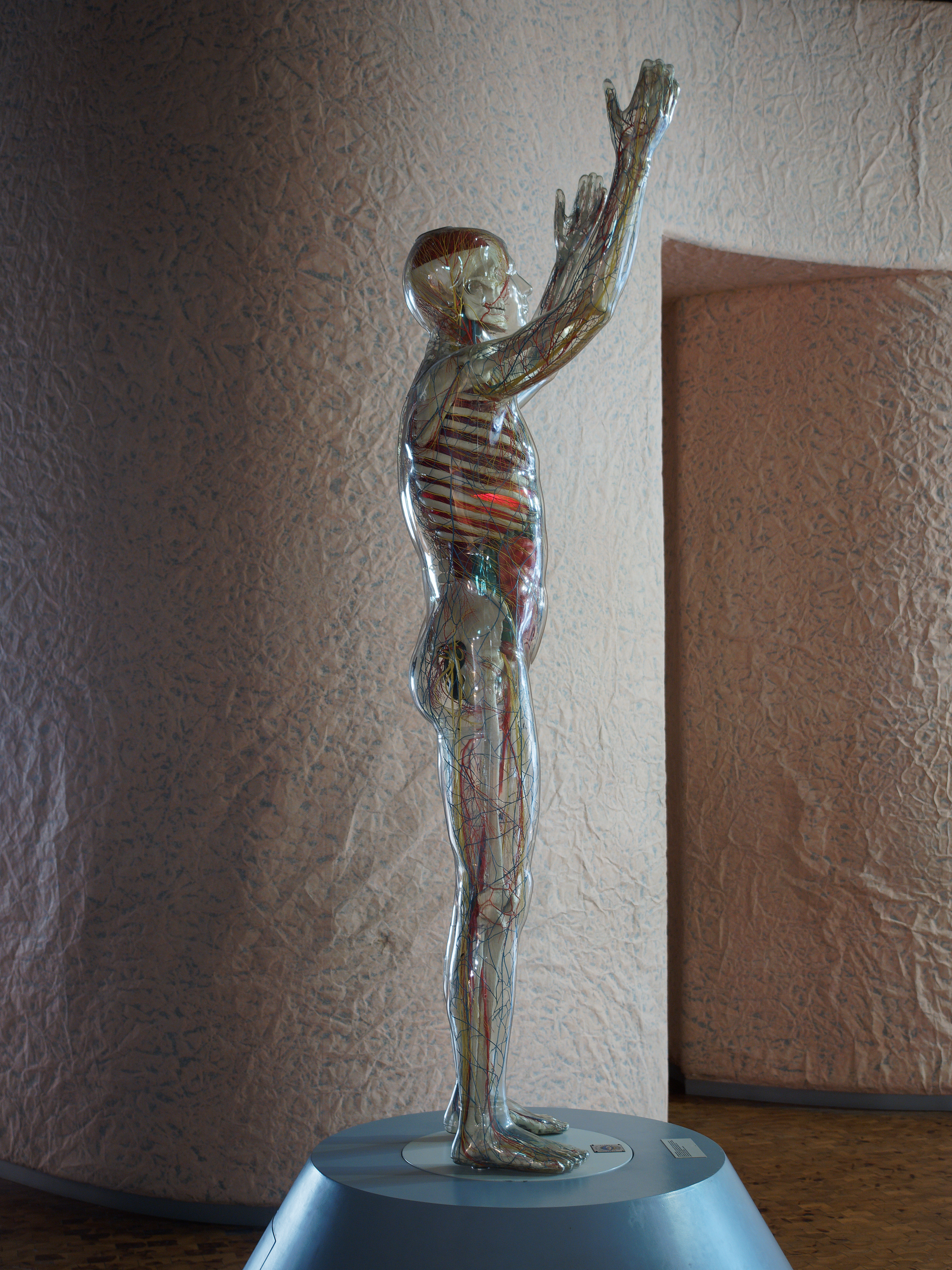
Bild aus der Ausstellung 2018

Die DASA in Dortmund präsentiert auf 13.000 Quadratmetern Ausstellungsfläche Arbeitswelten von gestern, heute und morgen. Als ständige Einrichtung der Bundesanstalt für Arbeitsschutz und Arbeitsmedizin informiert sie die Öffentlichkeit über die Bedeutung menschengerechter Gestaltung der Arbeit. Die Ausstellung konzentriert sich auf die Beziehungen zwischen Mensch, Arbeit und Technik und stellt den Menschen mit seinen körperlichen, seelischen, sozialen und kulturellen Belangen in den Mittelpunkt. Das Ausstellungskonzept setzt auf sinnliches Erleben und eigenes Erfahren. Die DASA ist bekannt für ihr preisgekröntes Ausstellungsdesign, das Sinnzusammenhänge und Aussagen verdeutlicht und unterstreicht. Jährlich führt die DASA Kolloquien zur Szenografie durch, um den neuesten Entwicklungen im Bereich der Ausstellungskonzeptionen und -gestaltung nachzugehen.

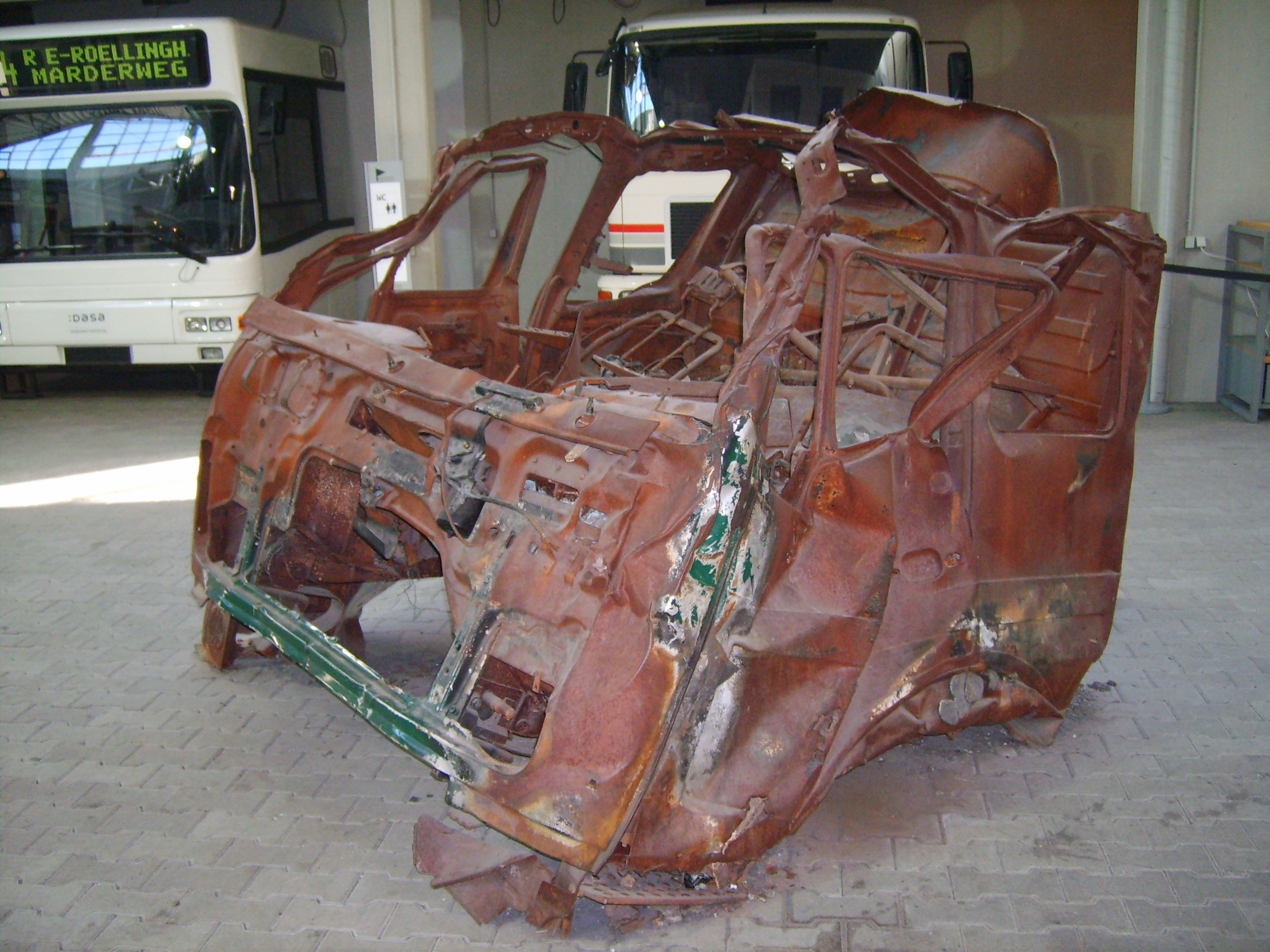
Reste des Lastwagens aus dem Unfall von Herborn im Jahre 1987

Lastendrohne Papillon, Baujahr 2018, Hebekraft 200 kg

Webmaschinen werden vorgestellt und eine historische Setzerei bzw. Druckerei sowie Buchbinderei sind zu besichtigen. Zu den moderneren Geräten zählt ein Industrieroboter sowie eins der größten Notebooks der Welt. In einer Halle ist der Leitstand eines Kohlekraftwerks nachgebaut. In der Stahlhalle, der größten Ausstellungseinheit, befindet sich ein Lichtbogenofen und eine „Erlebnisbahn“, die im Stil einer Geisterbahn in 90 Sekunden Gefahren in der Lageristik zeigt. Ein alter Straßenbahnwagen der DSW21 aus Dortmund kann besichtigt werden, ebenso die ausgeglühten Reste des Lastwagens aus dem Unfall von Herborn im Juli 1987.
Die Ausstellung gliedert sich in folgende Abteilungen:
- Mensch und Fabrik
- Medien und Bildschirm
- Bauhandwerk
- Industrie und Produktion
- Gesundheitswesen und Dienstleistung
- Arbeit im Wandel

## Wechselausstellungen

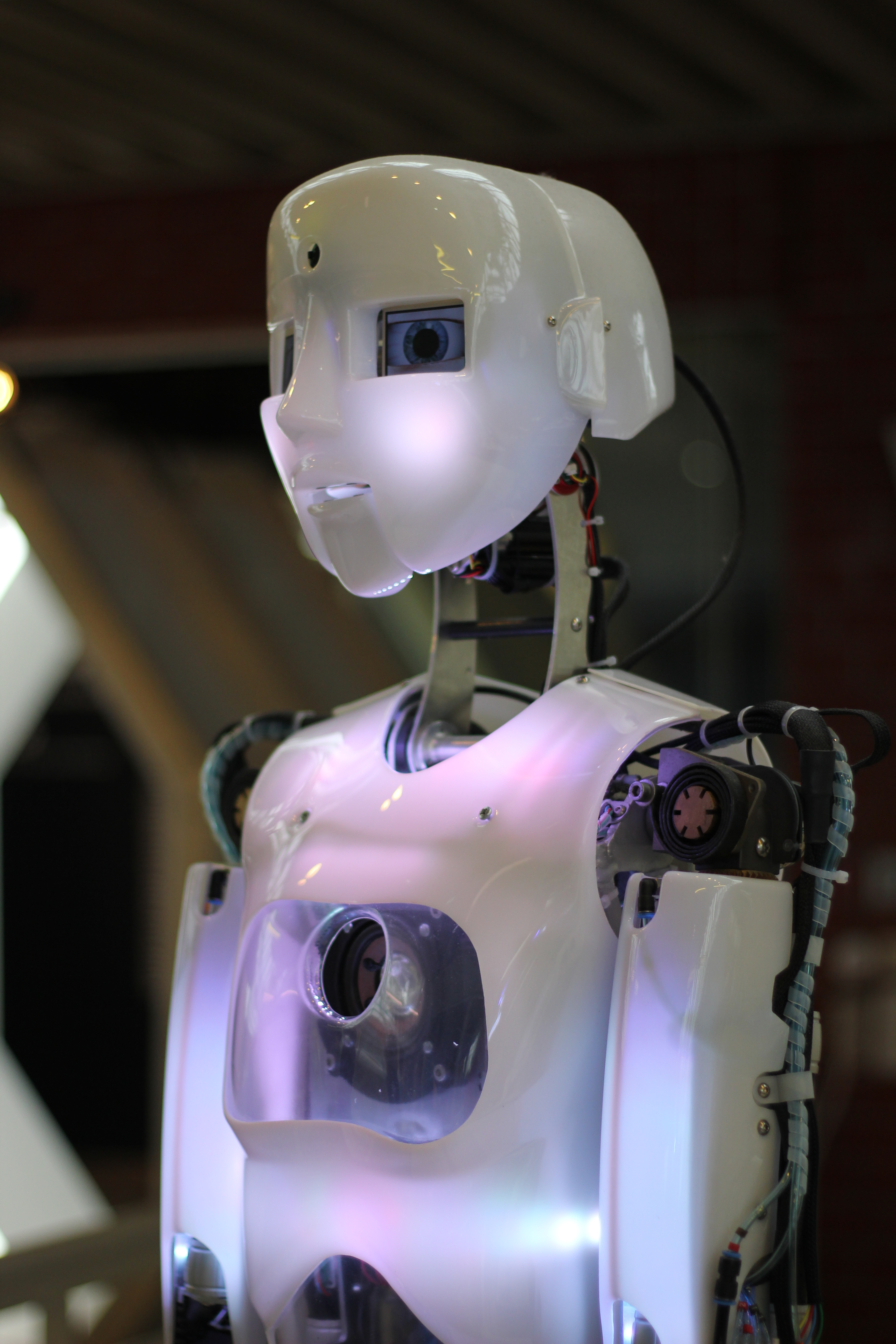
Ein humanoider Roboter während „Die Roboter“. (2016)

Es gibt zwei Räume für Sonderausstellungen: Im ExCenter finden die beliebten Mitmach-Ausstellungen statt. In der DASA-Galerie haben neue Ausstellungsformate und thematische Ausstellungen ihren Platz. Zu jedem Projekt gibt es ein umfangreiches Rahmenprogramm.